# Fernando Laverde
Fernando Laverde, né le 17 décembre 1933 à Bogota et mort le 18 mai 2022 dans la même ville, est un réalisateur et producteur de cinéma colombien.

## Films
De retour en Colombie après  avoir voyagé en Espagne où il expérimenta l'animation image
par image en prenant comme modèle les films de Jiří Trnka, il réalisa des histoires audiovisuelles animées telles que El país de Bellaflor, une critique politique créée en 1972 avec des marionnettes animées en bois. En 1978, son film La pobre viejecita, qui est une adaptation d'une des fables du poète Rafael Pombo, devint le premier long métrage d'animation colombien. Grâce à ce film, Laverde obtint le prix Colcultura du meilleur long métrage national.
Fernando Laverde a également dirigé d'autres différents films d'animation tels que La maquinita (1973), Un planeta llamado Tierra (1979), Semillitas rojas (1979) et Agua que no has de beber (1980). En 1983, il a dirigé un deuxième long métrage, Cristóbal Colón. Il a également contribué pour différents films documentaires tels que Colorín Colorado (1973), Imagen y sonido (1975) et Los ceramistas (1978). 